# USS Colorado (BB-45)
El USS Colorado (BB-45) fue un acorazado de la Armada de los Estados Unidos, que estuvo en servicio de 1923 a 1947. Fue el buque líder de los acorazados clase Colorado. Su quilla fue colocada el 29 de mayo de 1919, en el astillero de la New York Shipbuilding Corporation. Fue botado el 22 de marzo de 1921 y puesto en servicio el 30 de agosto de 1923. Estaba armado con ocho cañones de 406 mm y catorce cañones de cubierta de 127 mm, de los cuales dos fueron retirados en una revisión. 
Realizó su primer viaje en 1923, a Europa. Posteriormente operó con la Flota de Batalla y navegó en el Pacífico durante el período de entreguerras. También se sometió a reparaciones adicionales, durante las cuales sus cuatro cañones antiaéreos de 76 mm fueron reemplazados por el mismo número de cañones calibre 127 mm/25. 
Durante la Segunda Guerra Mundial, en mayo de 1942, poco después de la entrada de los Estados Unidos en la guerra, el Colorado tomó una posición de patrullaje defensivo cerca del puente Golden Gate, para detener una posible invasión japonesa en la costa oeste. Después, zarpó a Fiyi para detener cualquier avance japonés en el Pacífico. Posteriormente, apoyó en los desembarcos de Tarawa, las islas Marshall, Saipán, Guam y Tinián. El 24 de julio de 1944, durante el bombardeo de Tinián, sufrió veintidós impactos de las baterías costeras, pero continuó apoyando a las tropas de desembarco hasta el 3 de agosto. Arribó al golfo de Leyte el 20 de noviembre para ayudar a las tropas estadounidenses que combatían en tierra. El 27 de noviembre fue impactado por dos kamikazes que le ocasionaron daños moderados. 
Después de eso, zarpó a Luzón el 1 de enero de 1945, donde participó en los bombardeos previos a la invasión del golfo de Lingayén. Regresó a Okinawa el 6 de agosto y de ahí zarpó hacia Japón para la ocupación del país, arribando a Tokio el 27 de agosto. Partió de la bahía de Tokio el 20 de septiembre, y arribó a San Francisco el 15 de octubre. Fue puesto fuera de servicio en la Reserva en Pearl Harbor, el 7 de enero de 1947, y fue vendido como chatarra el 23 de julio de 1959. Ganó siete estrellas de combate durante su servicio. 

## Diseño
El Colorado tenía una eslora de 190 m, una manga de 29.7 m y, un calado de 9.3 m. Tenía un desplazamiento estándar de 32 693 toneladas largas y, de 33 590 a máxima capacidad. Era impulsado por cuatro motores turbo-eléctricos a vapor General Electric, alimentados por ocho calderas Babcock & Wilcox, con una potencia de 28 900 caballos de fuerza (21 600 kW), que generaban una velocidad máxima de 21 nudos (39 km/h), aunque en pruebas de velocidad alcanzó 31 268 shp (23 317 kW) y una velocidad de 21.09 nudos (36.06 km/h). Tenía una autonomía de crucero de 8000 millas náuticas (15 000 km) a una velocidad de 10 nudos (19 km/h), pero contaba con un espacio adicional para combustible que podía usarse en tiempos de guerra, que incrementaba su autonomía a 21 100 mn (39 100 km). Su tripulación consistía en 1305 oficiales y soldados.
Estaba armado con una batería principal de ocho cañones calibre 406 mm/45 serie 1 en cuatro torretas dobles en la línea central, dos en la proa y dos en la popa en pares de súperfuego. La batería secundaria consistía en dieciséis cañones calibre 127 mm/51, montados individualmente en casamatas agrupadas en la superestructura a mitad de la embarcación. Contaba con una batería antiaérea de ocho cañones calibre 76 mm/50 en montajes individuales de ángulo alto. Como estándar en los buques capitales de ese período, tenía dos tubos lanzatorpedos de 533 mm montados en su casco debajo de la línea de flotación, uno en cada costado. 
Su cinturón blindado era de 203 a 343 mm de grosor, mientras que su cubierta blindada principal era de 89 mm de grosor. Las torretas de su batería principal tenían frentes de 457 mm, y 330 mm en las barbetas. Su torre de mando tenía costados de 406 mm.

## Historial de servicio

### Período de entreguerras

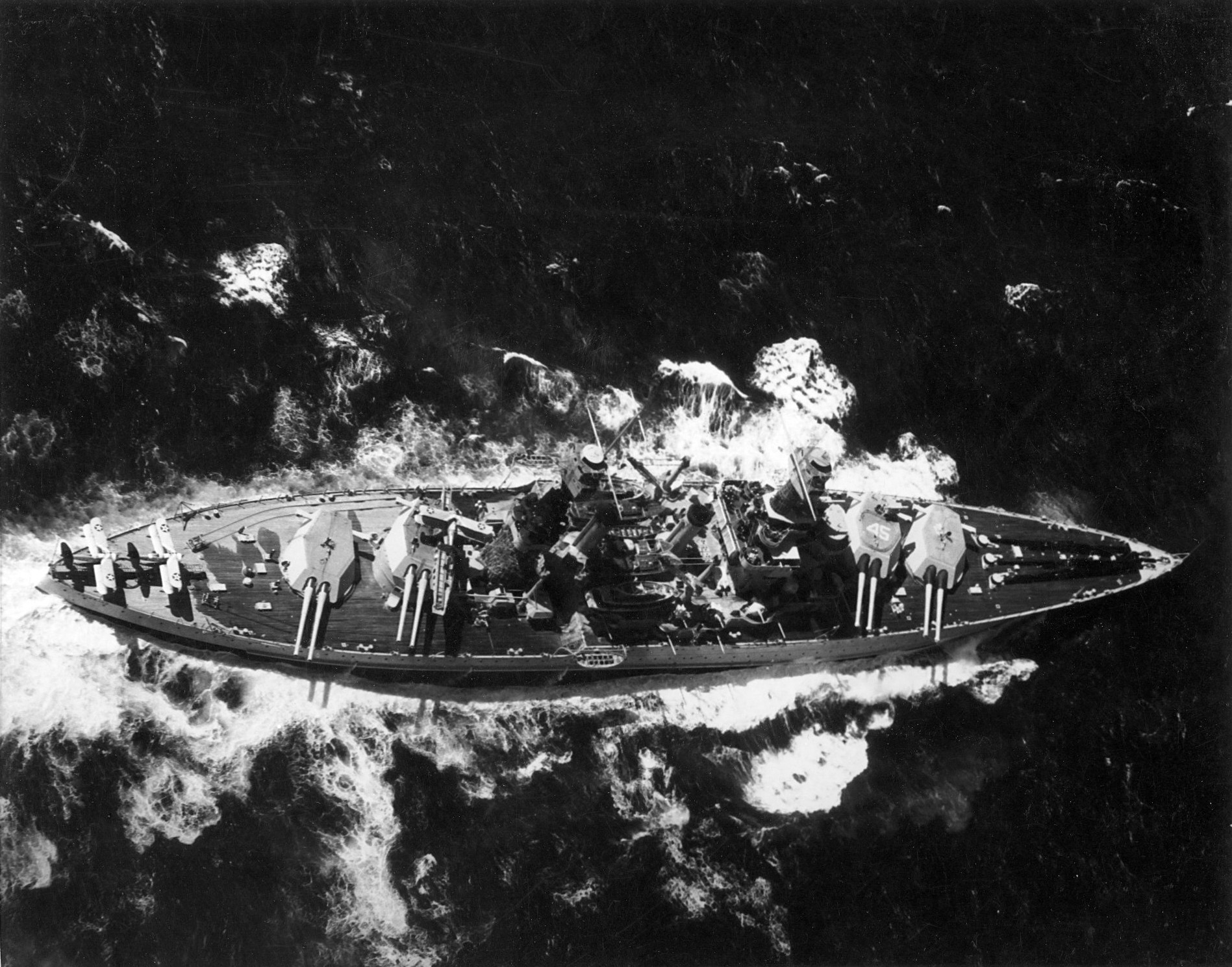
USS Colorado navegando en mar agitado, c. 1932

La quilla del Colorado fue colocada en el astillero de la New York Shipbuilding Corporation en Camden, Nueva Jersey, el 29 de mayo de 1919. Fue botado el 22 de marzo de 1921 y, puesto en servicio el 30 de agosto de 1923 para pruebas de mar y entrenamientos iniciales. El 29 de diciembre de 1923, partió de Nueva York con destino a Portsmouth, Inglaterra. De ahí, navegó al sur para visitar Cherburgo y Villefranche-sur-Mer, en Francia. Paró también en Nápoles, Italia y, la base naval inglesa en Gibraltar. Retornó a Nueva York el 15 de febrero de 1924. Allí, se sometió a reparaciones y pruebas adicionales antes de ponerse en marcha hacia la costa oeste de los Estados Unidos, el 11 de julio. Arribó a San Francisco, California, el 15 de septiembre, donde se unió a la flota de Batalla. Permaneció como parte de esta unidad por quince años.
En el transcurso de las décadas de 1920 y 1930, formó parte en la serie de ejercicios Fleet Problem, que fueron ejercicios de entrenamiento a gran escala, llevados a cabo anualmente. Estos se realizaron en el Pacífico y el Caribe. Durante este período, también formó parte en varias ceremonias y revistas navales con el resto de la flota. Del 8 de junio al 26 de septiembre de 1925, participó en un viaje para visitar Samoa, Australia y, Nueva Zelanda junto con otros acorazados de la flota. Encalló en Diamond Shoals, cabo Hatteras, Carolina del Norte, el 1 de mayo de 1927, pero fue reflotado un día después.
Pasó por reacondicionamientos de 1928 a 1929, en los cuales fueron reemplazados sus cuatro cañones antiaéreos de 76 mm, por ocho cañones calibre 130 mm/25. Del 10 al 11 de marzo de 1933, zarpó a Long Beach, California, para asistir en las tareas de ayuda después de un terremoto.
En el verano de 1937, fue buque escuela para estudiantes de la Reserva Naval de las universidades de Washington y de California. Embarcó a los estudiantes de la universidad de Washington en Puget Sound el 15 de junio, y a los estudiantes de la universidad de California cuatro días después, en la bahía de San Francisco. La embarcación arribó a Hilo, Hawái, el 26 de junio y, zarpó dos días después hacia el fondeadero de Lahaina Roads. donde los estudiantes practicaron el tiro de los cañones de 127 mm/51. El período de licencia en tierra para los tripulantes en Honolulu comenzó el 1 de julio, pero se vio interrumpido un día después para que el Colorado pudiera unirse a la búsqueda de la aviadora Amelia Earhart. Se unió al cúter Itasca, de la Guardia Costera, el 7 de julio y, lanzó hidroaviones de búsqueda en las islas Fénix. El 9 de julio, regresó a los reservistas a sus universidades en la costa oeste.

### Segunda Guerra Mundial

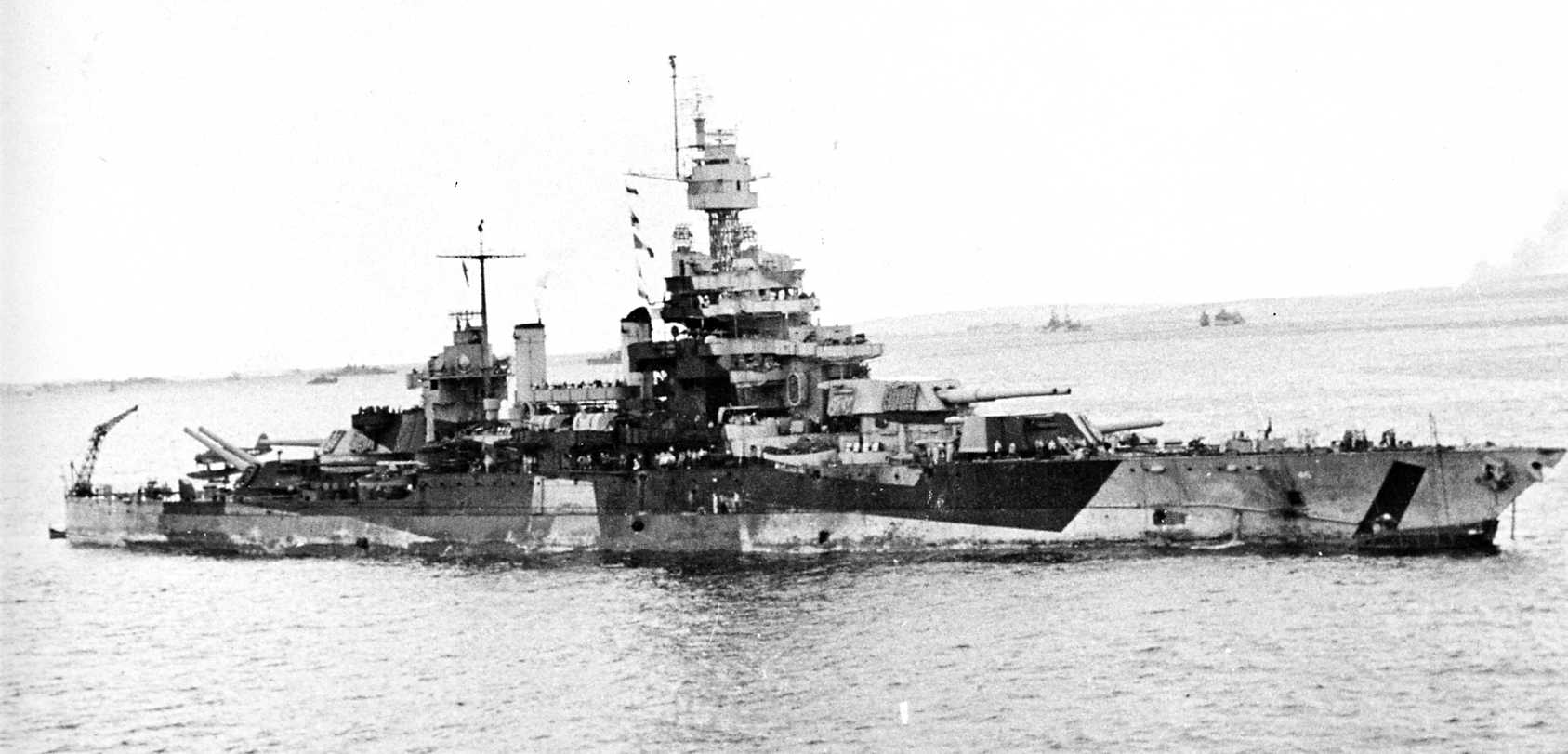
USS Colorado frente a la costa de Tinián, con daños en su casco, como resultado de los impactos de las baterías costeras, 24 de julio de 1944

Del 27 de enero de 1941, el Colorado, con base en Pearl Harbor, pasó por una serie de ejercicios intensivos de entrenamiento y formó parte de varios juegos de guerra hasta el 25 de junio, cuando partió de Hawái hacia la costa oeste de Estados Unidos. No estuvo presente en el ataque a Pearl Harbor, el 7 de diciembre, porque se encontraba en un reacondicionamiento en el astillero de Puget Sound. Durante la revisión, que fue completada el 31 de marzo de 1942, dos de los doce cañones originales de 127 mm/51 fueron retirados y reemplazados por el mismo número de cañones calibre 127 mm/38.
Después del reacondicionamiento, el Colorado realizó maniobras de entrenamiento extensivas a lo largo de la costa oeste. El 31 de mayo, junto con el Maryland, patrullaron las cercanías del puente Golden Gate para proteger la bahía de San Francisco de cualquier ataque japonés, mientras estos realizaban la operación MI. Poco después, regresó a Pearl Harbor para completar sus últimos preparativos para la acción. Operó en las cercanías de las islas Fiyi y Nuevas Hébridas, del 8 de noviembre de 1942 al 17 de septiembre de 1943, para evitar una mayor expansión japonesa en el Pacífico. Zarpó de Pearl Harbor el 21 de octubre de 1943 para proporcionar bombardeos y apoyo de fuego previos a la invasión de Tarawa, retornando a puerto el 7 de diciembre de 1943. Después de otra revisión en la costa oeste, regresó a Lahaina Roads, en el archipiélago de Hawái, el 21 de enero de 1944 y partió al día siguiente a las islas Marshall. Proporcionó bombardeos y soporte de fuego previos a las invasiones de Kwajalein y Enewetak, hasta el 23 de febrero, cuando se dirigió al astillero de Puget Sound para otra revisión.
Se unió a otras unidades que iban a las islas Marianas, en el puerto de San Francisco. Partió el 5 de mayo, pasando por Pearl Harbor y Kwajalein para los bombardeos previos a las invasiones de Saipán, Guam, y Tinián después del 14 de junio. Durante el bombardeo de Tinián, el 24 de julio, fue dañado por veintidós impactos de obuses de 150 mm de las baterías costeras japonesas, que mataron a 43 tripulantes y dejaron a 198 heridos; continuó bombardeando la isla y brindando soporte de fuego para las tropas en invasión. Después de pasar por reparaciones extensivas en la costa oeste, arribó al golfo de Leyte para comenzar la invasión de Leyte. Una semana después de su arribo, fue impactado por dos kamikazes, que mataron a 19 tripulantes, hirieron a 72 y, dañaron moderadamente a la embarcación. A pesar del daño, bombardeó Mindoro en la fecha prevista, del 12 al 17 de diciembre de 1944. Después se dirigió a la isla Manus para reparaciones urgentes.

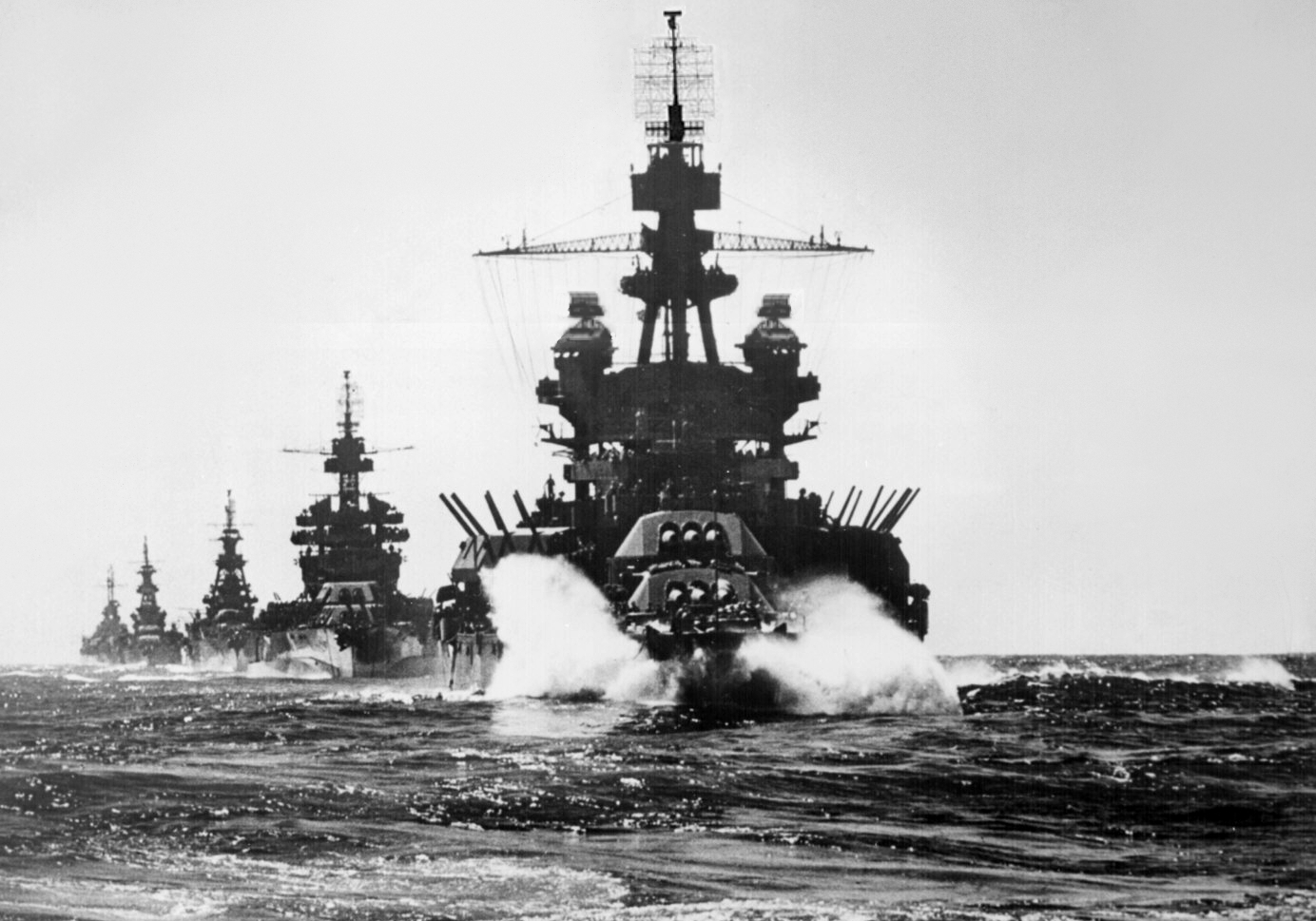
USS Pennsylvania liderando al Colorado, y a los cruceros Louisville, Portland y Columbia al golfo de Lingayén, enero de 1945

Regresó a Luzón el día de año nuevo de 1945 para formar parte del bombardeo previo a la invasión del golfo de Lingayén. Fue impactado en su superestructura por disparos accidentales ocho días después, que provocaron 18 muertes y 51 heridos. Después de unas cuantas reparaciones en la isla de Ulithi, se unió en las islas Kerama a la Fuerza de Tarea 54, el grupo de bombardeo previo a la invasión de Okinawa. Permaneció en Okinawa hasta el 22 de mayo, proporcionando cobertura antiaérea y apoyo de fuego para las tropas invasoras. El 6 de agosto, regresó a la Okinawa ocupada para navegar a Japón continental para su ocupación. El 27 de agosto, cubrió la ocupación aerotransportada del aeródromo de Atsugi.
Fue condecorado con siete estrellas de combate por su servicio durante la Segunda Guerra Mundial.

### Posguerra
Partió de la bahía de Tokio el 20 de septiembre de 1945 hacia San Francisco, donde arribó el 15 de octubre, luego zarpó a Seattle para el día de la Marina, el 27 de octubre. Formó parte en la fuerza de la operación Alfombra Mágica, realizando tres viajes a Pearl Harbor para transportar a 6357 soldados de regreso a Estados Unidos, antes de ingresar al astillero de Bremerton, donde fue dado de baja. Fue colocado fuera de servicio en la Reserva el 7 de enero de 1947 y, fue vendido como chatarra el 23 de julio de 1959.